# Vivian Yusuf
Vivian Yusuf, née le 8 août 1983, est une judokate nigériane.

## Carrière
Vivian Yusuf remporte la médaille d'argent des Jeux africains de 2007 et des Championnats d'Afrique de judo 2008 en moins de 78 kg. 
Elle est éliminée en huitièmes de finale des Jeux olympiques de 2008 par l'Allemande Heide Wollert.